# Helmut Neuss

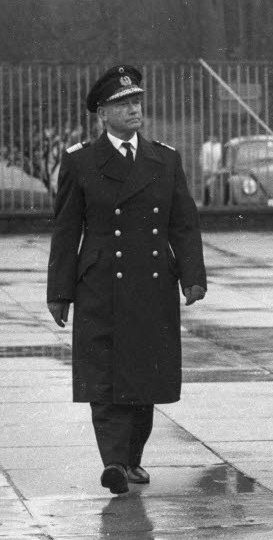
Helmut Neuss (1968)

Helmut Neuss (* 12. März 1908 in Wetzlar; † 21. Juli 2009) war ein deutscher Marineoffizier, zuletzt Konteradmiral der Bundesmarine.

## Leben

### Reichs- und Kriegsmarine
Helmut Neuss trat 1926 in die Reichsmarine ein. Nach der Offizierausbildung diente er unter anderem als Kommandant auf Räum- und Torpedobooten, darunter auf dem Torpedoboot Tiger (ab Februar 1938), welches am 25. August 1939 nach einer Kollision mit dem Zerstörer Z 3 Max Schultz sank. Zu Beginn des Zweiten Weltkriegs war er 2. Artillerie-Offizier auf dem Schweren Kreuzer Blücher, was er bis März 1940 blieb.
Als Kapitänleutnant war er im März/April 1940 kurz bei der 5. Torpedoboot-Flottille Kommandant des Torpedoboots Möwe und nahm am „Unternehmen Weserübung“ teil. Anschließend wurde er mit der Aufstellung der 7. Torpedoboot-Flottille Chef der Flottille und war bis Dezember 1940 zusätzlich Kommandant der Panther. Im Dezember 1940 wurde die Flottille wieder aufgelöst und Neuss war bis Februar 1941 Chef der 5. Torpedoboot-Flottille. Von Mai 1941 bis Oktober 1941 war er Erster Artillerieoffizier auf der Schlesien. Anschließend kam er in die Operationsabteilung (1/Skl E) der Seekriegsleitung. Im Juli/August 1944 war er in Vertretung für Heinrich Gerlach Kommandeur des Zerstörers Z 28. Von September 1944 bis Kriegsende war er Kommandant des Zerstörers Z 4 Richard Beitzen. Am 1. März 1945 wurde er Fregattenkapitän.

### Nachkriegszeit
Neuss geriet 1945 in Norwegen in Kriegsgefangenschaft, kehrte jedoch bald für den Dienst im Deutschen Minenräumdienst als Chef der 4. Minenräumdivision nach Deutschland zurück. Nach Beendigung seiner dortigen Tätigkeit wurde er Leiter einer Dienststelle der Wasser- und Schifffahrtsdirektion in Rheinland-Pfalz. Anschließend wurde er Verkaufsleiter in einem Betrieb.

### Bundesmarine
1956 trat er in die neue Bundesmarine ein und wurde Chef des Stabes beim Marineabschnittskommando Ostsee. Vom 1. März 1958 bis 15. August 1960 war er als Kapitän zur See erster Chef des Stabes der neu eingerichteten Führungsakademie der Bundeswehr in Hamburg. Als Flottillenadmiral war er anschließend Stellvertreter des Befehlshabers der Flotte. In seiner letzten Verwendung war er bis zu seinem Ruhestand Ende März 1968 als Konteradmiral Befehlshaber im Territorialkommando Schleswig-Holstein und deutscher Bevollmächtigter im NATO-Bereich Nord-Europa (Allied Forces Northern Europe (AFNORTH)).
Ab 1969 wurde er für die deutsche Tochtergesellschaft des amerikanischen Bankhauses Bache & Co. tätig. Helmut Neuss bestand die Prüfungen für den Wertpapierhandel an der New Yorker Börse.